# Lázaro Pardo de Lago
Lázaro Pardo de Lago (Cuzco, Virreinato del Perú, ca. siglo XVII - ca. siglo XVII) fue un pintor, escultor y dorador de la Escuela cuzqueña.

## Biografía
Lázaro Pardo de Lago fue un artista mestizo o criollo del Virreinato del Perú. Trabajó en el Cuzco, que era la capital Inca y se convirtió en uno de los primeros grandes maestros de su tiempo.
Tuvo diversos alumnos que adquirieron su oficio en su taller en el Cuzco, entre quienes estuvieron sus hijos Lorenzo, Salvador y Juan Pardo Lago Osorio.

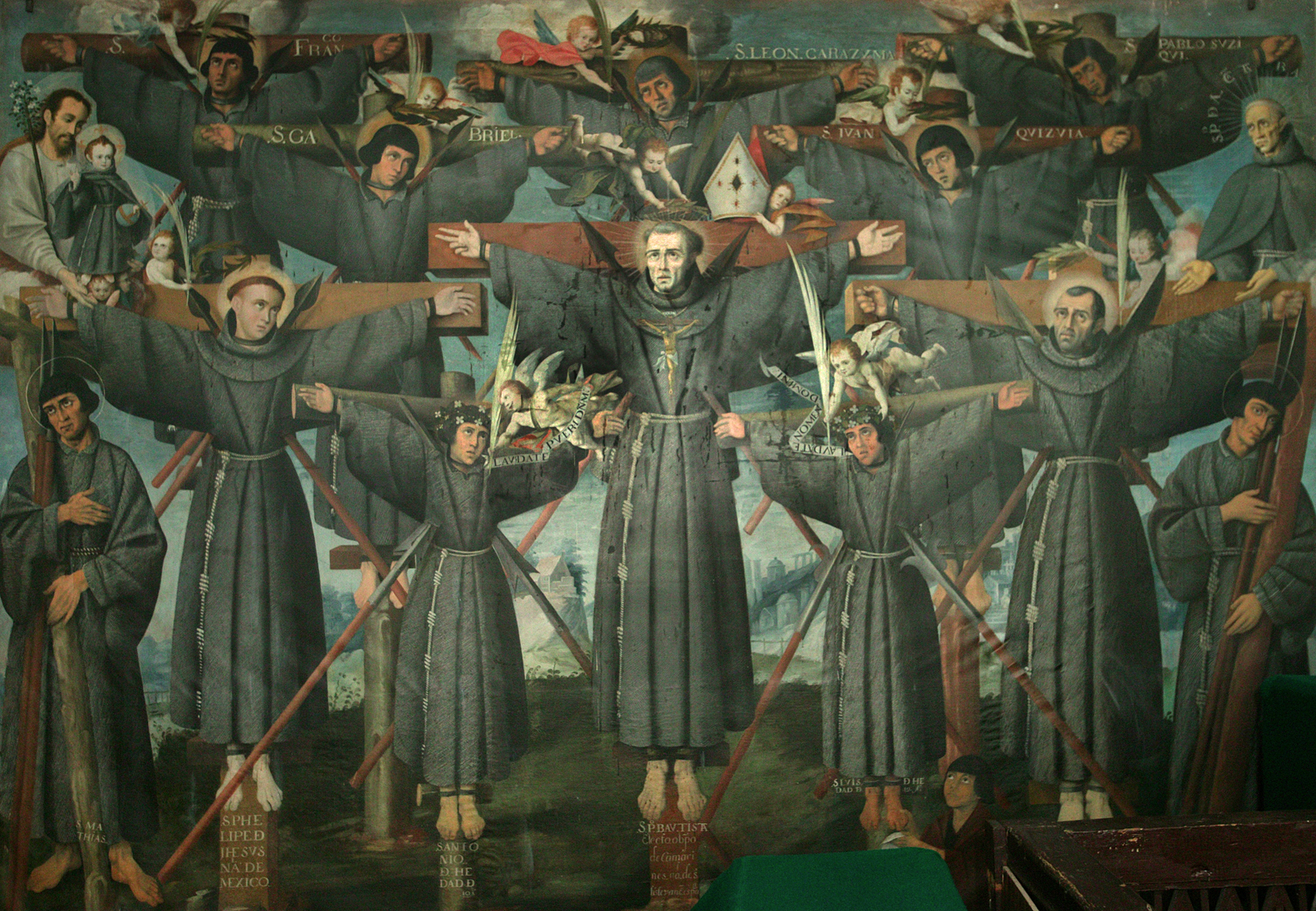
Lázaro Pardo de Lago, Mártires franciscanos del Japón, 1630, óleo sobre tela, 300 x 500 cm. Convento franciscano de La Recoleta, Cuzco, Perú.

### Trabajo artístico
Pardo de Lago trabajó junto a la orden franciscana, con la que desarrolló un estilo naturalista. En sus obras pudo mezclar la realidad de su entorno con una estilización formal. Fue seguidor de Bernardo Bitti, aunque pronto se alejó de esta influencia y comenzó a utilizar diferentes fuentes. Se considera como uno de los artistas del primer periodo de la Escuela del Cuzco.
Utilizaba grabados y estampas de Pedro Pablo Rubens para realizar sus obras, como otros artistas de las colonias americanas, las cuales tomaba como punto de partida. Esto puede constatarse en su Asunción de la Virgen de 1632, para la parroquia de San Cristóbal, la cual retomó de una estampa de una obra de Rubens, grabada por Cornellis Galle.
En 1630 realizó dos obras para la Recoleta franciscana que representaba a los mártires franciscanos del Japón, las cuales se consideran sus obras maestras. En estas obras pudo lograr un preciosismo minucioso en el que se muestran las caras de los mártires "fuertemente caracterizadas", aunque retirando las facciones asiáticas y colocando aquellas de los indios y mestizos del Perú.
En 1650, después de un terremoto, Pardo también comenzó a trabajar en la escultura y en el dorado. Entre sus trabajos de dorado está el que realizó para el retablo mayor de Santa Catalina en 1659. También en ese año realizó el dorado para el retablo de la capilla de la iglesia de Santa Clara, el cual había sido ensamblado por Pedro Galiano.

## Obra
- La presentación de Cristo en el templo, Iglesia de San Cristóbal, Ciudad y Departamento del Cusco, Perú[7]
- Los mártires franciscanos del Japón, Recoleta, Cuzco, 1630
- La asunción de la Virgen, parroquia de San Cristóbal, Cuzco, 1632[8]
- La Encarnación, parroquia de San Cristóbal, Cuzco, 1632
- Exaltación de la Cruz, Fundación Pedro y Angélica de Osma, 1640/1660[9]
- Inmaculada Concepción, Fundación Pedro y Angélica de Osma, 1650/1670[10]
- San Pedro Alcántara, Recoleta franciscana, Arequipa, c. 1660
- San Pascual Bailón, Recoleta franciscana, Arequipa, c. 1660